# Záhoří, Písek
Záhoří là một làng thuộc huyện Písek, vùng Jihočeský, Cộng hòa Séc.